# Sablonceaux

Sablonceaux este o comună în departamentul Charente-Maritime, Franța. În 1 ianuarie 2022 avea o populație de 1.413 de locuitori.